# فرانکشتاین به سبک ایتالیایی – مرا بگیر، شکنجه‌ام کن، چون دچار عشق سوزانم!
فرانکشتاین به سبک ایتالیایی – مرا بگیر، شکنجه‌ام کن، چون دچار عشق سوزانم! (ایتالیایی: Frankenstein all'italiana – Prendimi, straziami, che brucio de passion!) یک کمدی سکسی سبک ایتالیایی ترسناک به کارگردانی آرماندو کریسپینو است که در سال ۱۹۷۵ منتشر شد.

## گزیدهٔ بازیگران
- جانریکو تدسکی
- آلدو ماچونه
- جنی تامبوری
- لورنتسا گوئریه‌ری
- آنا ماتزامائورو
- نینتو داولی
- آلوارو ویتالی